# Пјаначи (Лука)
Пјаначи је насеље у Италији у округу Лука, региону Тоскана.
Према процени из 2011. у насељу је живело 136 становника. Насеље се налази на надморској висини од 594 м.